# Premi Emmy 1983
La cerimonia della 35ª edizione dei Primetime Emmy Awards (35th Primetime Emmy Awards) si è tenuta al Pasadena Civic Auditorium di Pasadena (California) il 25 settembre 1983.
La cerimonia fu presentata da Eddie Murphy e Joan Rivers.

## Primetime Emmy Awards
Per le candidature, furono presi in considerazione i programmi trasmessi tra il 1º luglio 1982 e il 30 giugno 1983.

### Migliore serie televisiva drammatica
- Hill Street giorno e notte (Hill Street Blues)
- A cuore aperto (St. Elsewhere)
- Magnum, P.I.
- New York New York (Cagney & Lacey)
- Saranno famosi (Fame)

### Migliore serie televisiva comica o commedia
- Cin-cin (Cheers)
- Bravo Dick (Newhart)
- Buffalo Bill
- M*A*S*H
- Taxi

### Miglior miniserie
- The Life and Adventures of Nicholas Nickleby
- Tutti gli uomini di Smiley (Smiley's People)
- To Serve Them All My Days
- Uccelli di rovo (The Thorn Birds)
- Venti di guerra (The Winds of War)

### Miglior speciale drammatico
- Special Bulletin
- Chi amerà i miei bambini? (Who Will Love My Children?)
- Gloria Vanderbilt (Little Gloria... Happy at Last)
- M.A.D.D.: Mothers Against Drunk Drivers
- La primula rossa (The Scarlet Pimpernel)

### Migliore attore in una serie drammatica
- Ed Flanders – A cuore aperto
- William Daniels – A cuore aperto
- John Forsythe – Dynasty
- Tom Selleck – Magnum, P.I.
- Daniel J. Travanti – Hill Street giorno e notte

### Migliore attore in una serie comica o commedia
- Judd Hirsch – Taxi
- Alan Alda – M*A*S*H
- Dabney Coleman – Buffalo Bill
- Ted Danson – Cin-cin
- Robert Guillaume – Benson

### Miglior attore protagonista in una miniserie o speciale
- Tommy Lee Jones – L'esecuzione (The Executioner's Song)
- Robert Blake – All'ultimo sangue (Blood Feud)
- Richard Chamberlain – Uccelli di rovo
- Alec Guinness – Tutti gli uomini di Smiley
- Roger Rees – The Life and Adventures of Nicholas Nickleby

### Migliore attrice in una serie drammatica
- Tyne Daly – New York New York
- Debbie Allen – Saranno famosi
- Linda Evans – Dynasty
- Sharon Gless – New York New York
- Veronica Hamel – Hill Street giorno e notte

### Migliore attrice in una serie comica o commedia
- Shelley Long – Cin-cin
- Nell Carter – La piccola grande Nell (Gimme a Break!)
- Mariette Hartley – Signore e signori buonasera (Goodnight, Beantown!)
- Swoosie Kurtz – Con affetto, Sidney! (Love, Sidney)
- Rita Moreno – Dalle 9 alle 5 orario continuato (Nine to Five)
- Isabel Sanford – I Jefferson (The Jeffersons)

### Miglior attrice protagonista in una miniserie o speciale
- Barbara Stanwyck – Uccelli di rovo
- Ann-Margret – Chi amerà i miei bambini?
- Rosanna Arquette – L'esecuzione
- Mariette Hartley – M.A.D.D.: Mothers Against Drunk Drivers
- Angela Lansbury – Gloria Vanderbilt

### Migliore attore non protagonista in una serie drammatica
- James Coco – A cuore aperto
- Ed Begley Jr. – A cuore aperto
- Michael Conrad – Hill Street giorno e notte
- Joe Spano – Hill Street giorno e notte
- Bruce Weitz – Hill Street giorno e notte

### Migliore attore non protagonista in una serie comica o commedia
- Christopher Lloyd – Taxi
- Nicholas Colasanto – Cin-cin
- Danny DeVito – Taxi
- Harry Morgan – M*A*S*H
- Eddie Murphy – Saturday Night Live

### Miglior attore non protagonista in una miniserie o speciale
- Richard Kiley – Uccelli di rovo
- Ralph Bellamy – Venti di guerra
- Bryan Brown – Uccelli di rovo
- Christopher Plummer – Uccelli di rovo
- David Threlfall – The Life and Adventures of Nicholas Nickleby

### Migliore attrice non protagonista in una serie drammatica
- Doris Roberts – A cuore aperto
- Barbara Bosson – Hill Street giorno e notte
- Christina Pickles – A cuore aperto
- Madge Sinclair – Trapper John (Trapper John, M.D.)
- Betty Thomas – Hill Street giorno e notte

### Migliore attrice non protagonista in una serie comica o commedia
- Carol Kane – Taxi
- Eileen Brennan – Soldato Benjamin (Private Benjamin)
- Marla Gibbs – I Jefferson
- Rhea Perlman – Cin-cin
- Loretta Swit – M*A*S*H

### Miglior attrice non protagonista in una miniserie o speciale
- Jean Simmons – Uccelli di rovo
- Judith Anderson – Medea
- Polly Bergen – Venti di guerra
- Bette Davis – Gloria Vanderbilt
- Piper Laurie – Uccelli di rovo

### Migliore regia per una serie drammatica
- Hill Street giorno e notte – Jeff Bleckner per l'episodio Life in the Minors
- Mississippi – Leo Penn per l'episodio Old Hatreds Die Hard
- Saranno famosi – Marc Daniels per l'episodio E il vincitore è...
- Saranno famosi – Robert Scheerer per l'episodio Sentimento

### Migliore regia per una serie comica o commedia
- Cin-cin – James Burrows per l'episodio La resa dei conti (parte 1)
- Buffalo Bill – Jim Drake per l'episodio Woody Quits
- Buffalo Bill – Tom Pitchett per l'episodio pilota
- Love Boat (The Love Boat) – Bob Sweeney per l'episodio The Dog Show
- M*A*S*H – Alan Alda per l'episodio Goodbye, Farewell and Amen
- M*A*S*H – Burt Metcalfe per l'episodio The Joker is Wild

### Miglior regia per una miniserie o speciale
- Chi amerà i miei bambini? – John Erman
- Special Bulletin – Edward Zwick
- Tutti gli uomini di Smiley – Simon Langton per la parte IV
- Uccelli di rovo – Daryl Duke per la parte II
- Venti di guerra – Dan Curtis per la puntata Into the Maelstrom

### Migliore sceneggiatura per una serie drammatica
- Hill Street giorno e notte – David Milch per l'episodio Trial by Fury
- Hill Street giorno e notte – Steven Bochco, Anthony Yerkovich, Jeff Lewis per l'episodio A Hair of the Dog
- Hill Street giorno e notte – Karen Hall per l'episodio Officer of the Year
- Hill Street giorno e notte – Michael I. Wagner, David Milch, Steven Bochco, Anthony Yerkovich, Jeff Lewis per l'episodio No Body's Perfect
- Hill Street giorno e notte – Anthony Yerkovich, David Milch, Karen Hall, Steven Bochco, Jeff Lewis per l'episodio Eugene's Comedy Empire Strikes Back

### Migliore sceneggiatura per una serie comica o commedia
- Cin-cin – Glen Charles e Les Charles per l'episodio La nuova cameriera
- Buffalo Bill – Tom Patchett e Jay Tarses per l'episodio pilota
- Cin-cin – Ken Levine e David Isaacs per l'episodio I ragazzi del bar
- Cin-cin – David Lloyds per l'episodio L'incontro perfetto per Diane
- Taxi – Ken Estin per l'episodio Jim's Inheritance

### Migliore sceneggiatura per una miniserie o speciale
- Special Bulletin – Marshall Herskovitz e Edward Zwick
- L'esecuzione – Norman Mailer
- Chi amerà i miei bambini? – Michael Bortman
- Gloria Vanderbilt – William Hanley
- The Life and Adventures of Nicholas Nickleby – David Edgar per la parte IV